# Diostracus saigusai
Diostracus saigusai är en tvåvingeart som beskrevs av Sadao Takagi 1968. Diostracus saigusai ingår i släktet Diostracus och familjen styltflugor.
Artens utbredningsområde är Taiwan. Inga underarter finns listade i Catalogue of Life.